# 그랜드 프린스 호텔 아카사카

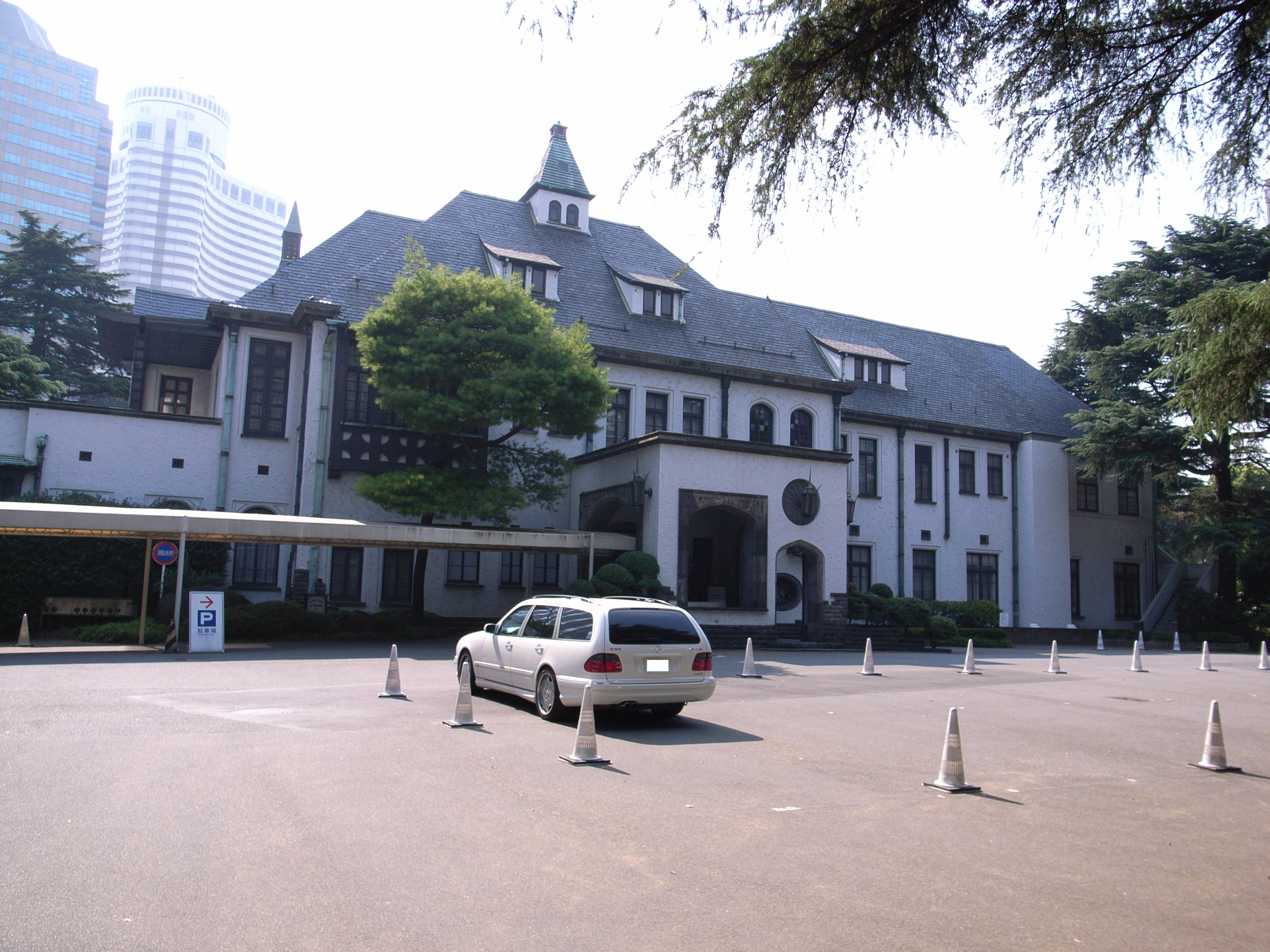
구관

그랜드 프린스 호텔 아카사카(일본어: グランドプリンスホテル赤坂)는 일본 도쿄도 지요다구에 위치한 호텔이다. 이름에 아카사카라고 붙어있지만, 미나토구에 위치한 것은 아니다. 1955년 10월 1일에 개장한 도쿄의 대표적인 호텔 중 하나이다. 2001년에 개축하여 761실으로, 1454명의 수용이 가능하다.
구관의 서양요리 트리아농(Trianon) 건물은 1930년에 세워진 대한제국 의민태자(영친왕이라고도 불림)의 저택을 개축한 것이다. 1955년에 호텔이 되었지만, 지금은 객실 없이 1층과 2층이 각각 결혼식장 등과 레스토랑으로 이용되고 있다.
신관은 지상 40층의 건물로, 단게 겐조가 설계하여 1982년 11월에 준공되었다. 신관은 NHK의 텔레비전 방송 예비송신소의 기능도 가지고 있어, 옥상에는 안테나가 설치되어 있다. 아카사카 미쓰케 역에서 도보로 1분, 나가타초 역에서 2분, 고지마치 역에서 5분정도 걸린다. 또한 그랜드 프린스 호텔 아카사카의 경우 2011년 3월 31일에 영업이 완전 종료되었지만, 도호쿠 대지진으로 인한 피난민 및 이재민이 잠시 머물던 곳으로 유명하였으나, 2013년 발파 해체 공법으로 철거되었다.

## 일화
- 이 호텔은 원래 대한제국 의민태자(영친왕으로도 불림)의 사택을 개조한 것이다. 의민태자의 차남인 이구의 출생지이기도 하며, 2005년 7월 16일 이구가 숨을 거둔 곳이기도 하다.[2]

## 같이 보기
- 의민태자
- 회은태손 이구
- 프린스 호텔
- 도쿄 가든 테라스 기오이초 (현재의 자리)